# Tchetverikov MDR-6
Le Tchetverikov MDR-6 est un hydravion à coque conçu en 1936 et employé de 1939 jusqu'aux années 1950, principalement par l'aviation navale soviétique. C'est un monoplan entièrement métallique à aile haute et doté de deux moteurs à piston.

## Origine et développement
Après plusieurs échecs dans la conception d'hydravion, Igor Tchetverikov présente le prototype de son MDR-6 aux autorités soviétiques en décembre 1937. La production est autorisée en 1938 et une cinquantaine d'exemplaires sont construits à l'entrée en guerre avec l'Allemagne.
Tout au long de sa période d'utilisation, l'hydravion fait l'objet de modifications en vue de d'améliorer son comportement en vol et sur l'eau ainsi que l'efficacité de ses missions de reconnaissance. Différentes motorisations et des variantes de son armement sont ainsi testées.
La production du MDR-6 reste cependant modeste, notamment à cause des accords Prêt-Bail et de l'arrivée en URSS de plusieurs PBY Catalina.

## Versions
- MDR-6A : version produite entre 1938 et 1941, motorisée par deux M-63 en étoile de 1 100 ch de puissance chacun et équipée d'une tourelle avant. Désignée sous le nom de Che-2 à partir de 1941.
- MDR-6B-1 : version avec une surface d'hydroplanage améliorée, une modification de la dérive (double dérive au lieu d'une dérive unique), la suppression de la tourelle avant et une motorisation par deux moteurs Klimov M-105A à douze cylindres en V refroidis par liquide de 1 100 ch de puissance chacun. Ces modifications apportent une amélioration de l'aérodynamisme et de meilleures performances. Version produite à partir de décembre 1940.
- MDR-6B-2 : version très proche du MDR-6B-1 produite à partir de 1941.
- MDR-6B-3 : version équipée de moteur M-105PF de 1 150 ch de puissance chacun, d'un radiateur frontal et de stabilisateurs escamotables. Version non acceptée par la marine soviétique car jugée peu stable sur l'eau en haute mer.
- MDR-6B-4 : afin d'améliorer la tenue à la mer, cette version possède une coque plus profonde, des stabilisateurs fixes et une troisième dérive centrale. Elle est équipée de deux moteurs M-105PF.
- MDR-6B-5 : cet ultime prototype est construit en 1946. Il est motorisé par deux moteurs VK-107 de 1 700 ch de puissance chacun. Conçu pour emporter quatre hommes d'équipage, il est armé de trois canons Berezin B-20 de 20 mm (un dans une tourelle avant, deux dans une tourelle dorsale électrique). Sa vitesse atteint 450 km/h à 6 000 m d'altitude. Son autonomie est de 3 000 km. Son concurrent le Beriev Be-6 lui est préféré pour la production, la marine soviétique jugeant l'espace intérieur du MDR-6B-5 inconfortable pour de longues patrouilles[3].

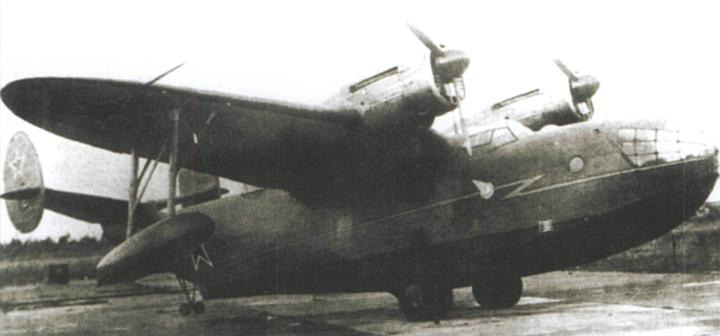
Un MDR-6, probablement la version MDR-6B-1 ou MDR-6B-2 (à double dérive)
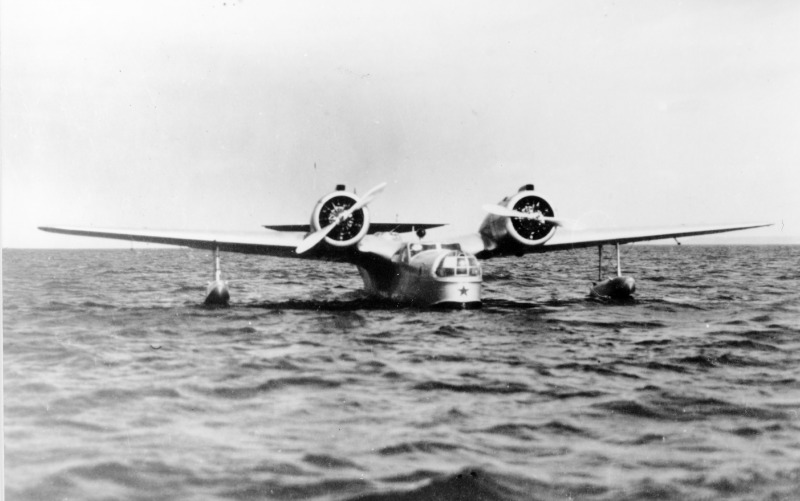
Un MDR-6A sur l'eau (simple dérive et tourelle avant)